# Симплисио, Фабио
Фабио Энрике Симплисио (порт.-браз. Fábio Henrique Simplício; род. 23 сентября 1979, Сан-Паулу) — бразильский футболист, центральный полузащитник.

## Карьера

### «Сан-Паулу»
Фабио Симплисио начал заниматься футболом, играя на улицах родного города Сан-Паулу. Там его заметили скауты клуба «Сан-Паулу», пригласившие молодого игрока к себе. Он долгое время играл в молодёжном составе команды, выступая вместе с Кака и Жулио Баптистой, которые стали его друзьями. В 1999 году основная команда «Сан-Паулу», проведшая неудачный сезон, была вынуждена избавиться от большинства полузащитников клуба: Бето, Эдмилсона, Вагнера и Марселиньо. Тренерский штаб клуба сделал ставку на талантливых молодых игроков команды, Симплисио, Кака и Баптисту.
В свой первый сезон Симплисио провёл 25 матчей и забил 5 голов, выиграв с командой чемпионат штата Сан-Паулу. В два последующих года он провёл 85 матчей и забил 8 голов. В 2003 году Кака и Баптиста уехали в Европу, а Симплисио принял решение остаться на родине. В 2003 и 2004 годах он сыграл 48 матчей в чемпионате Бразилии, а также провёл 11 встреч в Кубке Либертадорес 2004, где «Сан-Паулу» дошёл до полуфинала.

### «Парма»
В 2004 году Арриго Сакки, главный тренер итальянской «Пармы», просматривал игроков в Бразилии. Там он заметил игру футболиста и пригласил его к себе в клуб. Сделка ничего не стоила «Парме», так как у хавбека закончился контракт с «Сан-Паулу», а с подписанием нового он тянул. Он дебютировал в Италии 22 сентября 2004 года в матче серии А с «Болоньей», в котором «Парма» проиграла 1:2. В своём первом сезоне он провёл 46 матчей и забил 4 гола, включая 9 игр в Кубке УЕФА. В следующем сезоне Симплисио забил 11 голов, из которых 10 мячей в чемпионате Италии, что привлекло к нему внимание грандов итальянского футбола.

### «Палермо»
Летом 2006 года Симплисио был куплен клубом «Палермо» за 5,5 млн евро, подписав контракт на 4 года с заработной платой 700 тыс. евро в год. В своём первом сезоне в клубе Симплисио провёл 41 матч и забил 7 голов, из которых 5 в чемпионате Италии. В последующие 2 сезона Симплисио не забивал менее 5 голов. Но наибольшую пользу бразилец приносил как архитектор атак и распасовщик, организуя игру команды.
1 февраля 2009 года Симплисио провёл 100-й матч в составе «Палермо», однако в этой игре его клуб уступил «Дженоа» 0:1. В сезоне 2009/2010 место Симплисо в основе подверглось сомнению, его начал вытеснять из состава новый футболист, аргентинец Хавьер Пасторе. Однако главный тренер команды Вальтер Дзенга смог найти место на поле для обоих игроков. В январе 2010 года Симплисио заявил, что хочет покинуть «Палермо» по окончании сезона из-за неудачных переговоров по поводу продления контракта.

### «Рома»
1 июня 2010 года Симплисио, в статусе свободного агента, подписал контракт на 3 года с «Ромой» с заработной платой в 1,1 млн евро в год. Он сказал: «Это шанс всей жизни, играть в таком большом клубе — это большая возможность для моей карьеры. Играть с чемпионами по духу — это большая честь для всех футболистов».

### «Сересо Осака»
27 июля 2012 года игрок подписал годичный контракт с японским клубом «Сересо Осака».

### Сборная Бразилии
9 ноября 2009 года Симплисио впервые был вызван в состав сборной Бразилии на товарищеские матчи с Англией и Оманом из-за травмы Рамиреса, игрока «Бенфики». Он был очень счастлив вызову в национальную команду:

Я не нахожу слов, чтобы описать счастье, которые я испытываю в данный момент. Это был большой сюрприз для меня. теперь я намереваюсь использовать этот случай, чтобы остаться в команде до чемпионата мира.

В первой игре Симплисио остался на скамье запасных. Но во второй встрече, с Оманом, он вышел на поле, заменив Фелипе Мело. Игра завершилась победой Бразилии 2:0.

## Личная жизнь
Симплисио женат. Супруга — Элайне. У них двое детей, Луана и Жордан. Жордан родился 21 октября 2009 года.

## Достижения

### Командные
- Чемпион штата Сан-Паулу: 2000
- Победитель турнира Рио-Сан-Паулу: 2001
- Победитель суперчемпионата штата Сан-Паулу: 2002

### Личные
- Обладатель «Серебряного мяча» Бразилии: 2002